# Битка на Крусима
Битка на Крусима била је значајна битка у току црногорско-турских ратова, јер је побједа над Турцима добијена заједничком борбом црногорских и брђанских племена. И у дотадашњим борбама било је сарадње између Црногораца и Брђана, али она није била никад тако присна, ни бројно велика као у бици на Крусима. Брђани су послушно извршавали наређење владике исто као и Црногорци, што се дотад није дешавало ни у једној заједничкој борби. Тако се створио темељ за ближу сарадњу између Црногораца и Брђана, а Пипери и Бјелопавлићи, на својим посебним племенским скупштинама, донијели су одлуку (1796) да се коначно уједине са Црногорцима, обавезујући се да ће испуњавати Владичина наређења. Овим се црногорска граница проширила до близу Спужа, ријеке Мораче и Роваца.
Чим је руски цар дознао за црногорску побједу на Крусима, послао је Владици грамату у којој је истакао заслуге Црногораца и Брђана у заједничкој борби коју воде Русија и Аустрија против Турака. Уз то је руски цар обавијестио Владику да ће Црној Гори слати сваке године по 1.000 дуката као поклон за општенародне потребе, како се истиче у грамати.

## Позадина
У то вријеме трајао је рат између Русије и Аустрије против Турске. Владари ове двије државе настојали су да побуне балканска племена против Турака. Црногорци су били спремни за борбу, али су тражили да од савезника придобију помоћ у виду праха, олова и оружја. Махмут-паша Бушатлија је већ увелико спремао поход на Црну Гору. Владика Петар је послао делегацију у Беч са молбом новом аустријском цару Леополду II да му пошаље праха, олова и хране. Цар је послао 31.725 kg. барута, 63.609 kg. олова, 137.000 комада кремена, 315 рисова папира за фишеке, 2 топа са лафетима и 300 дуката за трошкове око преноса овог материјала до Цетиња.
Овој бици је претходила битка код Височице (11. јула 1796), из које су Црногорци и Брђани изашли као потпуни побједници.

## Припреме
Црногорско-брђанска побједа код Височице подигла је самопоуздање и код оних брђанских племена која су дотад живјела у миру са Турцима. Махмут паша се уплашио да се устанак не прошири на све околне крајеве, па чим је излијечио ране добијене у прошлој бици, вратио се у Скадар и спремао је нове снаге за освету Црногорцима. Сусједне паше нијесу му могле помоћи јер су сви били заузети у рату са Аустријом. Са војском, сакупљеном у Албанији, Махмут паша се запутио ка Црној Гори, али овог пута не директно на Брда, него на Црну Гору са циљем да је покори и ухвати владику и главне племенске главаре, па када успјешно изврши тај план, онда да коначно покори Брђане. Прије одласка затворио је све турске пазаре, како би присилио Брђане глађу на покорност, па чак и на активну помоћ у борби против црногорских племена. Али ниједно брђанско племе није пристало и поред свих пријетњи, да помаже Турцима против Владике, јер је Владика већ имао велики ауторитет, управо толики да се могао упоредити са ауторитетом Шћепана Малог. Пипери и Бјелопавлићи обавијестили су владику да може увијек на њих рачунати у случају да Турци продру у правцу Цетиња.
Махмут паша је брижљивије припремао овај напад. Изабрао је све најбоље јединице које је имао у свом пашалуку, а ради успјешнијег командовања узео је са собом седам француских официра, који су му раније дошли у Скадар да помогну Турцима у организовању борбе против Аустрије и Русије. Ови француски официри израдили су за пашу план да коначно покори Црну Гору и Брда, да би турске снаге биле слободне за борбу против главних непријатеља — Аустрије и Русије.
У почетку септембра Махмут паша са 30.000 Турака дошао је у Дољане, близу Подгорице. Ту је по савјету француских официра, ријешио да 20.000 Турака пошаље на Пипере, Куче и Бјелопавлиће, али само толико да их држе према себи, да не би пошли у помоћ Црногорцима, јер је против ових требало да буде главни и одлучујући напад.
Владика Петар I је осјетио сву озбиљност ситуације у којој се нашла Црна Гора. Послао је изасланике у Пипере и Бјелопавлиће, са којима је од свих брђанских племена имао најприсније везе, и у писмима замолио њихове главаре да пошаљу неколико људи у помоћ, а главнину снага да оставе за одбрану својих племена.
На глас о опасности од Турака пошло је из Брда више стотина људи, пробијајући се кроз турску војску. Знатан број Жупљана, Требјешана, Пипера, Бјелопавлића, Куча, Ровчана и Морачана, у четама кришом, пробијао се у правцу Бусовника, гдје је логоровао Владика са око 6.000 војника, очекујући турски напад.

## Битка
Неколико сати уочи битке, када су Турци почели да улазе у прва љешанска села, Владика је храбрио своју војску, предочавајући јој опасност која пријети свим племенима, ако Турци продру у правцу Цетиња.
Данас са радосним чувством очекује наш мили род ваше витешке подвиге вијенцем побједе овјенчане чути, а потом да ви достојне пјесме спјевају и вијенце славе плету... Ви и сами знате да су се Турци од вазда бојали, а и сад се боје Црногораца, боје се витезова, који нијесу вични црним образом на свој дом се повраћати”.
Жестока битка водила се на Крусима од раног јутра 3. октобра 1796. год. Уз громогласне ратне покличе, Црногорци жестоко нападоше Турке јатаганима и мачевима. Наста страшна сјеча у мјешавини. Крици и јауци мијешали су се са црногорским поклицима. Црногорци пробише турски фронт у центру; нађоше се у турској позадини. Окренуше фронт и ударише Турке с леђа. У току најжешће борбе, Богдан Вуков Абрамовић, (Вука махнитога), из племена (мјеста) Бјелице, (Катунска нахија) уби Махмут-пашу, одсјече му главу и донесе је Владици. Богдан мало касније узима презиме Бјелице по племену одакле је, умјесто Абрамовић, јер су у то вријеме Црногорци ратовали такође између својих сусједних племена, што је тада најснажније карактерисало идентитет неког Црногорца - ком племену припада. Крвну освету међу племенима је уз много труда, први у свом времену одвајао из свијести Црногораца свети Петар Цетињски, и почео уједињење Црногораца и стварање стабилне земње и закона. Послије Махмут-пашине погибије, код Турака је настала паника и бјежали су у паничном страху. У тој паници, Турци су се међусобно убијали. Турке је спопала таква паника коју је тешко замислити, јер су их Црногорци нападали и немилосрдно сјекли са свих страна. Ово страшно клање трајало је око четири сата. Приликом бјежања многи су се Турци удавили у Морачи. Борба је прекинута када је посљедњи Турчин прешао на лијеву обалу ријеке Мораче. Турски пораз био је потпун. Колики су били тачни губици Турака није познато; јер су се многи удавили, прелазећи ријеку. На бојишту је нађено преко 8500 Турака. Црногорски губици били су: 132 погинула и 237 рањеника. Црногорци су отели 15 ратних застава и заплијенили много турског оружја, барута и другог ратног материјала.

## Говор Петра I Петровића Његоша пред битку
| „ | Благособрани војници и храбри витези, Ево опет дође вријеме, да поновимо наше снажне мишице над крвожедним агарјанским родом! Ево, велим, опет дође вријеме, да покажемо освједочену славу и храброст и достојну обрану наше слободе, коју су нам наши блаженопочивши предци вјерно дохранили. Мене ваша освједочена храброст код Мартинића увјерава, да ћете још силнији и мужественији у овом другом сраженију бити. Ваше су мишице већ огрезле у текућој крвавој непријатељској ријеки. Вас су непријатељи као љуте рисове разјарили и у вама силни дух храбрости, дух витежтва дише. Устремите се на непријатеља наше вјере, нашег предрагог имена србског и наше дражајше вољности, учините, славни витези! да данашњим даном покажемо то што ће ви вјечни спомен међу родом и потомством оставити. Данас са радостним чувством очекује наш мили род ваше витежке подвиге вијенцем побједе увјенчане чути, а потом да ви достојне пјесме спјевају и вијенце славе плету. Не узтежите у жестокој битки ваше кријепке мишице, које су се навикле јуначки мегдан дијелити. Будите сложни сад више но игда против нашег обштег непријатеља и учините оно, што ви достојно вашем имену одговара. Ви и сами знате да су се Турци од вазда бојали, а и сад се боје Црногораца, боје се србскијех витезова, који нијесу вични своју постојбину остављати, а још мање црним образом на свој се дом повраћати. Помолимо се милостноме Богу, који је своју благодат над нама не једном показао у крвавим сраженијама, пак ће исти великиј и праведни Бог опет своју милост над својим вјерним и њега љубећим синовима показати. Спомените Бога са мном заједно, који ви је вазда помагао, пак ће и сад. 9. септембар 1796. | ” |

## Јован Поповић-Липовац и Ријечка нахија
Јован Поповић-Липовац је читао Нову Зету и пробудио је свог госта у Грађанима, Лазара Томановића, да му приговори што је у Новој Зети за битку на Крусима написао да су Катуњани славили други Царев-лаз. Јован је додао да нису били само Катуњани, него и цијела Ријечка нахија. Из тога се видјело како су сва црногорска племена била осјетљива на то ако им се не наведе слава, заслуга... 